# Ricardo Faccio
Ricardo Gregorio Faccio v Itálii známí pod jménem Ricardo Faccio (12. března 1907, Durazno, Uruguay – 9. září 1970) byl uruguayský-italský fotbalista. Hrával na pozici záložníka.
Fotbal začal hrát v menších klubech ve městě Montevideo. Až v roce 1931 přestoupil do Nacional Montevideo, kde hrál až do roku 1933 a poté v letech 1939-1940. Do Itálie přijel v sezóně 1933/34, která jej koupila i s jeho švagrem Portem Ambrosiana Inter. Zde hrál tři sezóny. Jeho největší úspěch v klubu bylo 2. místo v sezoně 1934/35 a finále Středoevropského poháru 1933. Po třech sezonách opustil klub Nerazzuri a vrátil se zpět do Nacionalu kde získal dva tituly v řadě. Později byl nakrátko i trenérem klubu.
Za Italskou reprezentaci odehrál pět utkání a vyhrál s ní MP 1933-1935. Tři utkání odehrál i za Uruguayskou reprezentaci.

## Hráčská statistika
| Sezóna           | Klub             | Liga             | Liga   | Liga | Ligové poháry | Ligové poháry | Ligové poháry | Kontinentální poháry | Kontinentální poháry | Kontinentální poháry | Celkem | Celkem |
| Sezóna           | Klub             | Soutěž           | Zápasy | Góly | Soutěž        | Zápasy        | Góly          | Soutěž               | Zápasy               | Góly                 | Zápasy | Góly   |
| ---------------- | ---------------- | ---------------- | ------ | ---- | ------------- | ------------- | ------------- | -------------------- | -------------------- | -------------------- | ------ | ------ |
| 1933/34          | Ambrosiana-Inter | Serie A          | 32     | 0    | -             | 0             | 0             | Stř.P                | 2                    | 0                    | 34     | 0      |
| 1934/35          | Ambrosiana-Inter | Serie A          | 28     | 0    | -             | 0             | 0             | -                    | 0                    | 0                    | 28     | 0      |
| 1935/36          | Ambrosiana-Inter | Serie A          | 26     | 0    | IP            | 2             | 0             | Stř.P                | 2                    | 0                    | 30     | 0      |
| Celkově za Inter | Celkově za Inter | Celkově za Inter | 86     | 0    | -             | 2             | 0             | -                    | 4                    | 0                    | 92     | 0      |

## Hráčské úspěchy

### Klubové
- 3× vítěz uruguayské ligy (1933, 1939, 1940)

### Reprezentační
- 1x na MP (1933-1935 - zlato)